# CITIC Tower
La CITIC Tower est un gratte-ciel de 126 mètres de hauteur et 33 étages situé à Hong Kong en Chine et qui a été construit de 1996 à 1997.
L'immeuble a été conçu par l'agence d'architecture de Hong Kong, P&T Group.